# Maybelline

«Maybelline» (укр. «Мейбелін») — косметична марка, на сьогодні належить компанії L'Oreal.

## Історія
Компанія «Maybelline» була створена нью-йоркським фармацевтом Т. Л. Вільямсом в 1915. У віці двадцяти років Вільямсон створив першу туш, яка в майбутньому допомогла його сестрі Мейбел привернути до себе увагу її майбутнього чоловіка. В 1917 році компанія випускає першу туш, а в 1960 випускає всім відому туш — «Ultra Lash», з водостійкою формулою у футлярі з дозатором.
В 1967 році компанію було продано «Plough, Inc.» в Мемфіс, Теннессі. А в 1975 в Літл-Рок, Арканзас, де вона знаходиться досі. В 1990 році «Schering-Plough» продає «Maybelline» Нью-Йоркській інвестиційній фірмі «Wasserstein Perella». Штаб-квартира «Maybelline» залишається в Мемфісі до наступного продажу в 1996, коли штаб-квартиру переносять в Нью-Йорк.

## Обличчя Maybelline
Такі люди як Крісті Тарлінгтон, Джозі Маран, Адріана Ліма, Міранда Керр, Сара Мішель Геллар, Меліна Канакаредес, Чжан Цзи, Fasha Sandha и Крістін Дэві підтримували і рекламували продукцію «Maybelline». Зараз обличчями є Крісті Тарлінгтон, Юлія Штегнер, Джессіка Уайт, Эрін Уоссон, Эмілі Дідонато.
В 1991 році компанія прийняла теперішній слоган «Maybe She's Born With It. Maybe It's Maybelline» («Можливо вона народилася з цим. Можливо це Maybelline»). В 1996 році компанія була викуплена компанією L'Oreal, що дало їй можливості мати доступ до великого сегменту ринку косметичної продукції.